# 20 Dakika
20 Dakika é uma série de televisão turca produzida pela Ay Yapım e exibido pelo Kanal D nos dias de terça-feira, de 1 de janeiro a 27 de junho de 2013, em 25 episódios, com direção de Ali Bilgin e Serdar Işık.
Conta com as participações de Tuba Büyüküstün e İlker Aksum.

## Enredo
Melek (Tuba Büyüküstün), é uma mulher bonita e jovem que tem uma vida feliz com seu marido e dois filhos. Um dia, sua vida vira de cabeça para baixo quando a polícia a acusa de um homicídio, ela acaba condenada pelo assassinato de um homem à prisão perpétua. As autoridades afirmam ter encontrado impressões digitais de Meleks na arma do crime. Ali Halaskar (İlker Aksum) tenta provar a sua inocência. No entanto, ele não consegue qualquer evidência que possa inocentar sua esposa.

## Elenco
- Tuba Büyüküstün — Melek Halaskar
- İlker Aksum — Ali Halaskar
- Fırat Çelik — Ozan Çevikoğlu
- Bülent Emin Yarar — Mesut Bilaloğlu (Kedi)
- Ayten Uncuoğlu — Zeynep Halaskar
- Cihat Tamer — Nedim Halaskar
- İpek Bilgin — Muavin Süreyya Gürok
- Müjde Uzman — Kuzgun

## Prêmios e indicações
| Ano  | Premiação                 | Categoria    | Indicação       | Resultado |
| ---- | ------------------------- | ------------ | --------------- | --------- |
| 2014 | International Emmy Awards | Melhor Atriz | Tuba Büyüküstün | Indicado  |